# Looking for Mr. Goodbar
Looking for Mr. Goodbar (prt: À Procura de um Homem; bra: À Procura de Mr. Goodbar) é um filme estadunidense de 1977, um drama dirigido por Richard Brooks com roteiro do próprio diretor, que adaptou a novela do mesmo nome (lançado no Brasil como De Bar em Bar), de autoria de Judith Rossner. O filme é baseado no assassinato de Roseann Quinn.

## Sinopse
O filme conta o longo declínio autodestrutivo de Theresa Dunn, uma jovem e quieta professora durante o dia mas que durante a noite busca incansavelmente o "homem perfeito", a quem ela chama de "Mr. Goodbar". Em meio ao ambiente decadente dos bares noturnos da década de 1970, ela acaba se viciando em bebidas e drogas e seus relacionamentos vão se tornando cada vez mais instáveis e perigosos. Já perto do final, há uma revelação que tenta justificar o comportamento negativo de Theresa diante da vida.

## Elenco principal
- Diane Keaton .... Theresa Dunn
- Tuesday Weld .... Katherine
- Richard Gere .... Tony Lo Porto
- William Atherton .... James
- Richard Kiley .... Senhor Dunn
- Alan Feinstein .... Martin
- Tom Berenger .... Gary
- Priscilla Pointer .... Sra. Dunn